# Gonolobus incerianus
Gonolobus incerianus är en oleanderväxtart som beskrevs av W.D.Stevens och Montiel. Gonolobus incerianus ingår i släktet Gonolobus och familjen oleanderväxter. Inga underarter finns listade i Catalogue of Life.